# Eleição para governador da Geórgia em 2010
A eleição para governador do estado americano do Geórgia em 2010 aconteceu no dia 2 de novembro de 2010. O governador republicano Sonny Perdue é inelegível pois se reelegeu em 2006. O Democrata tem como candidato o ex-governador Roy Barnes. Já o Republicano tem como candidato o congressista Nathan Dea. O Partido Libertário tem como candidato o único membro que já teve mais de 1.000.000 de votos em uma eleição, ele é John Monds. Neal Horsley é candidato do Partido Independente. Com 100% das urnas apuradas Nathan Deal foi eleito governador da Geórgia.